# 異頜光魚
異頜光魚（学名：Ichthyococcus irregularis）为輻鰭魚綱巨口鱼目光器鱼科的其中一種。分布於東太平洋區，從美國加州至墨西哥加利福尼亞半島海域，屬深海魚類，棲息深度2213-3658 公尺，體長可達7.6公分。

## 扩展阅读
維基物種上的相關：異頜光魚